# Harold Moukoudi
Harold Moukoudi (* 27. November 1997 in Bondy) ist ein französisch-kamerunischer Fußballspieler, der für AEK Athen in der griechischen Super League spielt.

## Karriere

### Verein
Moukoudi spielte in seiner Jugend bei US Nogent, US Chantilly und dem Le Havre AC. Bei Le Havre rückte er in den Seniorenbereich auf und spielte zunächst für die zweite Mannschaft. Ein Jahr später wurde er auch in der ersten Mannschaft in der Ligue 2 eingesetzt.
Nach Auslaufen seines Vertrages bei Le Havre wechselte Moukoudi im Sommer 2019 zu AS Saint-Étienne. Dort bestritt er am ersten Spieltag der Saison 2019/20 gegen FCO Dijon sein erstes Spiel in der Ligue 1. Für die zweite Saisonhälfte wurde er im Januar 2020 in die EFL Championship zum FC Middlesbrough verliehen. Im Juli desselben Jahres holte ihn Saint-Étienne zurück. Moukoudi wurde im Finale der Coupe de France 2019/20 gegen Paris Saint-Germain eingesetzt. Bei der 0:1-Niederlage wurde er in der 34. Minute für Yvann Maçon eingewechselt.
Am Ende der Saison 2021/22 stieg Saint-Étienne nach zwei 1:1-Unentschieden und einem 4:5 nach Elfmeterschießen in der Relegation gegen AJ Auxerre unglücklich aus der Ligue 1 ab. Moukoudi stand über die volle Spielzeit auf dem Platz, trat jedoch nicht als Elfmeterschütze an. Nach dem Abstieg wechselte er zur Saison 2022/23 zu AEK Athen.

### Nationalmannschaft
Moukoudi durchlief die Auswahlen der französischen U-16-, U-17- und U-18-Junioren sowie der U-20-Nationalmannschaft. Nachdem er sich entschieden hatte, künftig für Kamerun spielen zu wollen, bestritt er am 12. Oktober 2019 gegen Tunesien sein erstes Spiel für die kamerunische Nationalmannschaft.
Beim Afrika-Cup 2022 wurde er in den kamerunischen Kader berufen. Bei diesem Turnier, an dessen Ende Kamerun den dritten Platz belegte, kam er im letzten Gruppenspiel gegen Kap Verde, im Halbfinale gegen Ägypten sowie im Spiel um den dritten Platz gegen Burkina Faso zum Einsatz.